# Thermophymatospora
Thermophymatospora — рід грибів родини Polyporaceae. Назва вперше опублікована 1986 року.

## Класифікація
До роду Thermophymatospora відносять 1 вид:
- Thermophymatospora fibuligera